# Elecciones municipales de Tacna de 1998
Las elecciones municipales de Tacna de 1998 se llevaron a cabo el 11 de octubre de 1998 para elegir al alcalde y al Concejo Provincial de Tacna para el periodo 1999-2002. La elección se celebró simultáneamente con elecciones municipales en todo el país.

## Sistema electoral
La Municipalidad Provincial de Tacna es el órgano administrativo y de gobierno de la provincia de Tacna. Está compuesta por el alcalde y el Concejo Provincial.
La votación del alcalde y el concejo se realiza en base al sufragio universal, que comprende a todos los ciudadanos nacionales mayores de dieciocho años, empadronados y residentes en la provincia de Tacna y en pleno goce de sus derechos políticos, así como a los ciudadanos no nacionales residentes y empadronados en la provincia de Tacna.
El Concejo Provincial de Tacna está compuesto por 11 regidores elegidos por sufragio directo para un período de cuatro (4) años, en forma conjunta con la elección del alcalde (quien lo preside). La votación es por lista cerrada y bloqueada. Para que una lista sea proclamada ganadora debe obtener más del 20% de los votos válidos; en caso ninguna lista logre ese porcentaje, los dos listas más votadas participan en una segunda vuelta o balotaje. Se asigna a la lista ganadora los escaños según el método d'Hondt o la mitad más uno, lo que más le favorezca.

## Composición del Concejo Provincial de Tacna
La siguiente tabla muestra la composición del Concejo Provincial de Tacna antes de las elecciones.
| Partidos | Partidos                                                     | Regidores |
| -------- | ------------------------------------------------------------ | --------- |
|          | Lista Independiente N° 7 Fuerza y Desarrollo                 | 10        |
|          | Lista Independiente N° 3 Movimiento Independiente Tacna 2000 | 7         |
|          | Lista Independiente N° 5 Movimiento Político Somos Tacna     | 2         |

## Partidos y candidatos
A continuación se muestra una lista de los principales partidos y alianzas electorales que participaron en las elecciones:
| Candidatura | Candidatura | Partidos y alianzas                                              | Candidatos | Candidatos                   | Ideología                                                         | Resultado previo | Resultado previo | Ref. |
| Candidatura | Candidatura | Partidos y alianzas                                              | Candidatos | Candidatos                   | Ideología                                                         | Votos (%)        | Reg.             | Ref. |
| ----------- | ----------- | ---------------------------------------------------------------- | ---------- | ---------------------------- | ----------------------------------------------------------------- | ---------------- | ---------------- | ---- |
|             | APRA        | Lista - Partido Aprista Peruano (APRA)                           |            | Julio Zúñiga y Coll Cárdenas | Aprismo                                                           | Nuevo            | Nuevo            |      |
|             | UPP         | Lista - Unión por el Perú (UPP)                                  |            | Jorge Reinoso Stucchi        | Socioliberalismo Progresismo Socialdemocracia                     | Nuevo            | Nuevo            |      |
|             | VV          | Lista - Movimiento Independiente Vamos Vecino (VV)               |            | Jorge Espada Sánchez         | Fujimorismo                                                       | Nuevo            | Nuevo            |      |
|             | SP          | Lista - Movimiento Independiente Somos Perú (SP)                 |            | Héctor Liendo Alcázar        | Democracia cristiana Conservadurismo social Liberalismo económico | Nuevo            | Nuevo            |      |
|             | IND         | Lista - Lista Independiente Fuerza y Desarrollo                  |            | Tito Chocano Olivera         | Localismo tacneño                                                 | Nuevo            | Nuevo            |      |
|             | IND         | Lista - Lista Independiente Movimiento Independiente Tacna Unida |            | Luis Torres Robledo          | Localismo tacneño                                                 | Nuevo            | Nuevo            |      |
|             | IND         | Lista - Lista Independiente Movimiento Independiente Pueblo      |            | Teonila García Zapata        | Localismo tacneño                                                 | Nuevo            | Nuevo            |      |
|             | IND         | Lista - Lista Independiente Somos Tacna                          |            | Nilo Meza Monge              | Localismo tacneño                                                 | Nuevo            | Nuevo            |      |

## Resultados

### Sumario general
|                        |                                                          |              |              |              |           |           |
| Partidos y coaliciones | Partidos y coaliciones                                   | Voto popular | Voto popular | Voto popular | Regidores | Regidores |
| Partidos y coaliciones | Partidos y coaliciones                                   | Votos        | %            | +/−          | Total     | +/−       |
|                        | Lista Independiente Movimiento Independiente Tacna Unida | 30,197       | 31.16        | n/a          | 7         | +7        |
|                        | Lista Independiente Fuerza y Desarrollo                  | 24,124       | 24.89        | n/a          | 2         | +2        |
|                        | Lista Independiente Somos Tacna                          | 13,706       | 14.14        | n/a          | 1         | +1        |
|                        | Movimiento Independiente Vamos Vecino (VV)               | 9,946        | 10.26        | Nuevo        | 1         | +1        |
|                        | Movimiento Independiente Somos Perú (SP)                 | 7,597        | 7.84         | Nuevo        | 0         | ±0        |
|                        | Unión por el Perú (UPP)                                  | 6,737        | 6.95         | Nuevo        | 0         | ±0        |
|                        | Lista Independiente Movimiento Independiente Pueblo      | 2,409        | 2.49         | n/a          | 0         | ±0        |
|                        | Partido Aprista Peruano (APRA)                           | 2,194        | 2.26         | n/a          | 0         | ±0        |
|                        |                                                          |              |              |              |           |           |
| Total                  | Total                                                    | 74,109       |              |              | 11        | –8        |
|                        |                                                          |              |              |              |           |           |
| Votos válidos          | Votos válidos                                            | 96,910       | 92.64        | +8.54        |           |           |
| Votos en blanco        | Votos en blanco                                          | 2,489        | 2.38         | –3.52        |           |           |
| Votos nulos            | Votos nulos                                              | 5,213        | 4.98         | –5.02        |           |           |
| Votos emitidos         | Votos emitidos                                           | 104,612      | 88.35        | +1.94        |           |           |
| Abstenciones           | Abstenciones                                             | 13,796       | 11.65        | –1.94        |           |           |
| Votantes registrados   | Votantes registrados                                     | 118,408      |              |              |           |           |
|                        |                                                          |              |              |              |           |           |
| Fuente:                |                                                          |              |              |              |           |           |

### Concejo Provincial de Tacna
| Cargo                        | Autoridad electa          | Partido político | Partido político                                         |
| ---------------------------- | ------------------------- | ---------------- | -------------------------------------------------------- |
| Alcalde Provincial de Tacna  | Luis Torres Robledo       |                  | Lista Independiente Movimiento Independiente Tacna Unida |
| Regidor Provincial de Tacna  | Hermilio Hinojosa Rubio   |                  | Lista Independiente Movimiento Independiente Tacna Unida |
| Regidor Provincial de Tacna  | Salvador Linares Pérez    |                  | Lista Independiente Movimiento Independiente Tacna Unida |
| Regidora Provincial de Tacna | Juana Herrera Solís       |                  | Lista Independiente Movimiento Independiente Tacna Unida |
| Regidor Provincial de Tacna  | Juan Soto Gallegos        |                  | Lista Independiente Movimiento Independiente Tacna Unida |
| Regidor Provincial de Tacna  | Guido Sanga Guillermo     |                  | Lista Independiente Movimiento Independiente Tacna Unida |
| Regidor Provincial de Tacna  | Marcelo Martorell Meneses |                  | Lista Independiente Movimiento Independiente Tacna Unida |
| Regidor Provincial de Tacna  | Luz Pilco Copaja          |                  | Lista Independiente Movimiento Independiente Tacna Unida |
| Regidor Provincial de Tacna  | Orlando de Marzo Ciccia   |                  | Lista Independiente Fuerza y Desarrollo                  |
| Regidor Provincial de Tacna  | Gloria del Campo Castelo  |                  | Lista Independiente Fuerza y Desarrollo                  |
| Regidor Provincial de Tacna  | Pedro Vásquez Heredia     |                  | Lista Independiente Somos Tacna                          |
| Regidor Provincial de Tacna  | Jesús Gonzalez Marquezado |                  | Movimiento Independiente Vamos Vecino                    |

## Elecciones municipales distritales

### Resultados por distrito
La siguiente tabla enumera el control de los distritos de la provincia de Tacna. El cambio de mando de una organización política se resalta del color de ese partido.
| Distrito           | Alcalde(sa) titular       | Partido político | Partido político          | Alcalde(sa) electo(a)                          | Partido político                               | Partido político                               |
| ------------------ | ------------------------- | ---------------- | ------------------------- | ---------------------------------------------- | ---------------------------------------------- | ---------------------------------------------- |
| Alto de la Alianza | Jacinto Gómez Mamani      |                  | Lista Independiente N° 15 | Jacinto Gómez Mamani                           |                                                | Vamos Vecino                                   |
| Calana             | Enrique Vargas Medina     |                  | Lista Independiente N° 7  | Elecciones municipales complementarias de 1999 | Elecciones municipales complementarias de 1999 | Elecciones municipales complementarias de 1999 |
| Ciudad Nueva       | Domingo Pauro Escobar     |                  | Lista Independiente N° 3  | Mario Gómez Chata                              |                                                | Vamos Vecino                                   |
| Inclán             | José Soto Carpio          |                  | Lista Independiente N° 19 | Manuel Salazar Yañez                           |                                                | Pueblo Unido                                   |
| Pachía             | Bartolomé Maquera Llanque |                  | Lista Independiente N° 31 | Eleuterio Urure Robles                         |                                                | Vamos Vecino                                   |
| Palca              | Policarpio Churata Ascuña |                  | Lista Independiente N° 11 | Elecciones municipales complementarias de 1999 | Elecciones municipales complementarias de 1999 | Elecciones municipales complementarias de 1999 |
| Pocollay           | Marcial Torres Laura      |                  | Lista Independiente N° 3  | Marcial Torres Laura                           |                                                | Unión Pocollay                                 |
| Sama               | Wilson Bertolotto Ticona  |                  | Lista Independiente N° 7  | Wilson Bertolotto Ticona                       |                                                | Fuerza y Desarrollo                            |